# Haut-Rhin
Haut-Rhin (hrv. Gornja Rajna, nje., Oberelsass) je departman na istoku Francuske u regiji Elzas. Ime je dobio po rijeci Rajni koja prolazi kroz njega i dijeli ga od Njemačke. Najveći grad je Mulhouse, ali nije njegovo administrativno središte (prefektura) koje pripada Colmaru.
Površina departmana iznosi 3,525 km². Prema podacima iz 2005. godine u departmanu živi 731,000 stanovnika, a gustoća naseljenosti iznosi 201 stanovnik po km².
Administrativno je podijeljen na: 4 okruga (Altkirch, Colmar-Ribeauvillé, Mulhouse, Thann-Guebwiller), 31 kantona i, 377 općina.

## Povijest
Jedan je od 83 prvobitnih departmana utemeljenih 4. ožujka 1790.
Granice departmana su se tokom povijesti često mijenjale: 
- 1798. departmanu se priključuje Mulhouse;
- 1800. Haut-Rhin je preuzeo cijeli departman Mont-Terrible;
- 1814. izgubio je teritorije koji su pripadali Mont-Terribleu, te su oni vraćeni Švicarskoj (svi osim kneževine Montbéliard);
- 1816. Montbéliard koji je do tada pripadao Haut-Rhinu dodijeljen je departmanu Doubs;
- 1871. Njemačko carstvo je aneksiralo veći dio Haut-Rhina, preostali dio (Francuskoj) utemeljio je departman Territoire de Belfort; departman Haut-Rhin koji je sada u sastavu Njemačke zove se « Bezirk Oberelsass »;
- 1919. Versajskim ugovorom vraćen je Francuskoj, ali i dalje je odvojen od Belforta;
- 1940. ponovo ga je aneksirala Njemačka;
- 1944. konačno je vraćen Francuskoj;

## Zemljopis
Departman Haut-Rhin je dio regije Elzas, a graniči s departmanima Bas-Rhin na sjeveru, des Vosges (Vogezi) na zapadu, Territoire de Belfort (Teritorij Belforta) na jugozapadu, te Njemačkom na istoku i Švicarskom na jugu. Najviša točka departmana je vrh Grand Ballon na masivu Vogezi, a on je visok 1424 metra.

## Klima
Planinski masiv Vogezi igra važnu ulogu u klimi departmana koja je umjereno kontinentalna. On ga štiti od nadolazećih oblaka i vlage sa zapada, te uzrokuje njihovu kondenzaciju u obliku oborina koje često ne stignu do najnaseljenijih područja departmana. Radi toga Haut-Rhin je jedan od departmana s najmanjom godišnjom količinom oborina u Francuskoj, a osim toga znatno je manje magle i puno više sunčanih dana (nego u susjednim departmanima) a to doprinosi razvoju vinogradarstva koje je ovdje snažno izraženo.
U području Sundgau klima je puno vlažnija jer se nalazi na jugu departmana gdje ga Vogezi ne štite od vlage sa zapada, radi toga klima je puno sličnija onoj u regiji Franche-Comté.

## Gospodarstvo
Haut-Rhin je jedan od najbogatijih francuskih departmana. Šire gradsko područje grada Mulhousea ima oko 271.000 stanovnika što ga čini najvećim i najvažnijim trgovačkim i industrijskim središtem departmana. Mulhouse je dom Peugeotove automobilske industriji.
Najniža stopa nezaposlenosti je u sjevrenom području Sundgau (koja iznosi otprilike 2%).
Mnogi stanovnici departmana rade u Švicarskoj, posebice u kemijskoj industriji u Baselu, ali radije žive u Francuskoj jer su životni troškovi znatno niži.

## Vanjske poveznice
- Službene stranice grada Colmara
- Službene stranice grada Mulhouse
- Stranice Turističke zajednice Haut-Rhin  Arhivirana inačica izvorne stranice od 3. prosinca 2007. (Wayback Machine)

## Galerija
- Colmar
- Crkva Svetog Stjepana u Mulhouseu
- Vogezi

|  | Portal Francuske – Pristup člancima s tematikom o Francuskoj. |